# Edificio Municipalidad de Maipú
El edificio Municipalidad de Maipú se encuentra ubicada en  Calles Pescara y San Martín (Esq. SE) de Maipú (Argentina). Frente a la Plaza Departamental 12 de febrero.
En la discusión sobre el mejor punto para instalar la municipalidad, se consideró que la población crecía hacia el este, acercándose a la estación, por lo que quedaría mejor ubicada en el terreno propuesto. Para comenzar se demolieron unas piezas que servían de albergue a la Policía, y se decidió su composición cerrada, inspirada en las villas, residencias rurales del siglo XV y XVI de Italia. Un patio a la manera de un gran atrio abrazado por alas laterales conducía al acceso coronado por un frontis. Trasponiendo el vestíbulo se accede a un gran patio rodeado de galerías que nuclea a las distintas dependencias municipales. Con el tiempo fue sufriendo modificaciones. Hacia 1908, fue la inauguración. En 1911 el intendente Capetillo hizo construir otras dependencias en la parte posterior y en 1952 se agregaron dos salas más para uso de la intendencia y la secretaría engrosando el ala sur del edificio a la vez que fue techado el patio central para ampliar la superficie útil. En su expresión plástica, el proyectista, recurrió al neorrenacimiento italiano, una de las múltiples posibilidades estilísticas, que brindaba el eclecticismo historicista que caracterizó el fin del siglo XIX y el comienzo del XX en nuestro país.
Fue proyectado por el Inspector Municipal Ítalo Zanocco y construida por Ricardo Ciancio. 
|                          |
| Municipalidad de Maipú 1 |

|                          |
| Municipalidad de Maipú 2 |

|                          |
| Municipalidad de Maipú 3 |

## Logo Municipal

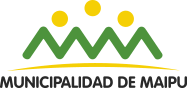
Logotipo.

Dos M entrelazadas en verde sombreadas, representando los Andes sobre una línea amarilla y tres círculos amarillos sobre ellas representado el sol siempre presente.